# Jonathan Gould
Jonathan Alan Gould (ur. 18 lipca 1968 w Paddington) – szkocki piłkarz grający na pozycji bramkarza.

## Kariera klubowa
Jonathan jest synem byłego selekcjonera Walii, Bobby’ego Goulda. Karierę piłkarską rozpoczął w małym klubie o nazwie Clevedon Town. W 1990 roku przeszedł do Halifax Town, w którym spędził dwa sezony. W 1992 roku trafił do Coventry City, trenowanego przez ojca, a następnie przez Phila Neala. Przez 3 lata sporadycznie występował na boiskach Premiership pełniąc rolę rezerwowego dla Steve’a Ogrizovicia. W 1996 roku został bramkarzem Bradford City, a w trakcie sezonu zaliczył też trzy spotkania w Gillingham F.C.
2 sierpnia 1997 roku Gould podpisał kontrakt z Celtikiem. W zespole „The Bhoys” zadebiutował 16 sierpnia w przegranym 1:2 domowym spotkaniu z Dunfermline Athletic F.C. W Celtiku wygrał rywalizację z Gordonem Marshallem i przyczynił się do wywalczenia pierwszego od 10 lat mistrzostwa dla Celtiku oraz zdobycia Pucharu Ligi Szkockiej. Pod koniec sezonu 1998/1999 doznał kontuzji, ale nawet po przyjściu Rosjanina Dmitrija Charina grał w wyjściowej jedenastce w sezonie 1999/2000. Wtedy też sięgnął po Puchar Ligi, a w 2001 roku zdobył z Celtikiem potrójną koronę – mistrzostwo, Puchar Szkocji i Puchar Ligi. Po tym sezonie stał się jednak rezerwowym dla Roberta Douglasa i przez półtora roku wystąpił tylko w 3 meczach.
10 sierpnia 2003 roku Douglas przeszedł na zasadzie wolnego transferu do Preston North End. Tam grał do 2005 roku i został wówczas wypożyczony do Hereford United. Następnie trafił do Bristol City, ale po paru tygodniach wyjechał do Nowej Zelandii i został grającym trenerem Hawke’s Bay United, a jego ojciec został zatrudniony na stanowisku asystenta.

## Kariera reprezentacyjna
W reprezentacji Szkocji Gould zadebiutował 9 października 1999 roku w wygranym 3:0 spotkaniu z Litwą. Wcześniej w 1998 roku został powołany przez Craiga Browna do kadry na mundial we Francji, ale tam nie wystąpił w żadnym ze spotkań Szkotów będąc rezerwowym dla Jima Leightona. W kadrze narodowej wystąpił 2 razy.